# Zhitian
Zhitian (kinesiska: 芝田, 芝田镇) är en köping i Kina. Den ligger i provinsen Henan, i den centrala delen av landet, omkring 65 kilometer väster om provinshuvudstaden Zhengzhou. Antalet invånare är 46 904. Befolkningen består av 23 129 kvinnor och 23 775 män. Barn under 15 år utgör 16,0 %, vuxna 15-64 år 74 %, och äldre över 65 år 8,0 %.
Genomsnittlig årsnederbörd är 666 millimeter. Den regnigaste månaden är juli, med i genomsnitt 134 mm nederbörd, och den torraste är december, med 7 mm nederbörd.